# 趙光遠 (唐朝)
趙光遠（?—?），唐朝詩人。
华州刺史趙騭之子，趙隱之侄。工於詩，不拘小節，与權贵子弟恣游长安北里。与妓杨莱儿等人交往情密，多有题咏之作。久困科場，不中而卒。光化年間，韦庄奏赠官補闕。